# Кадик

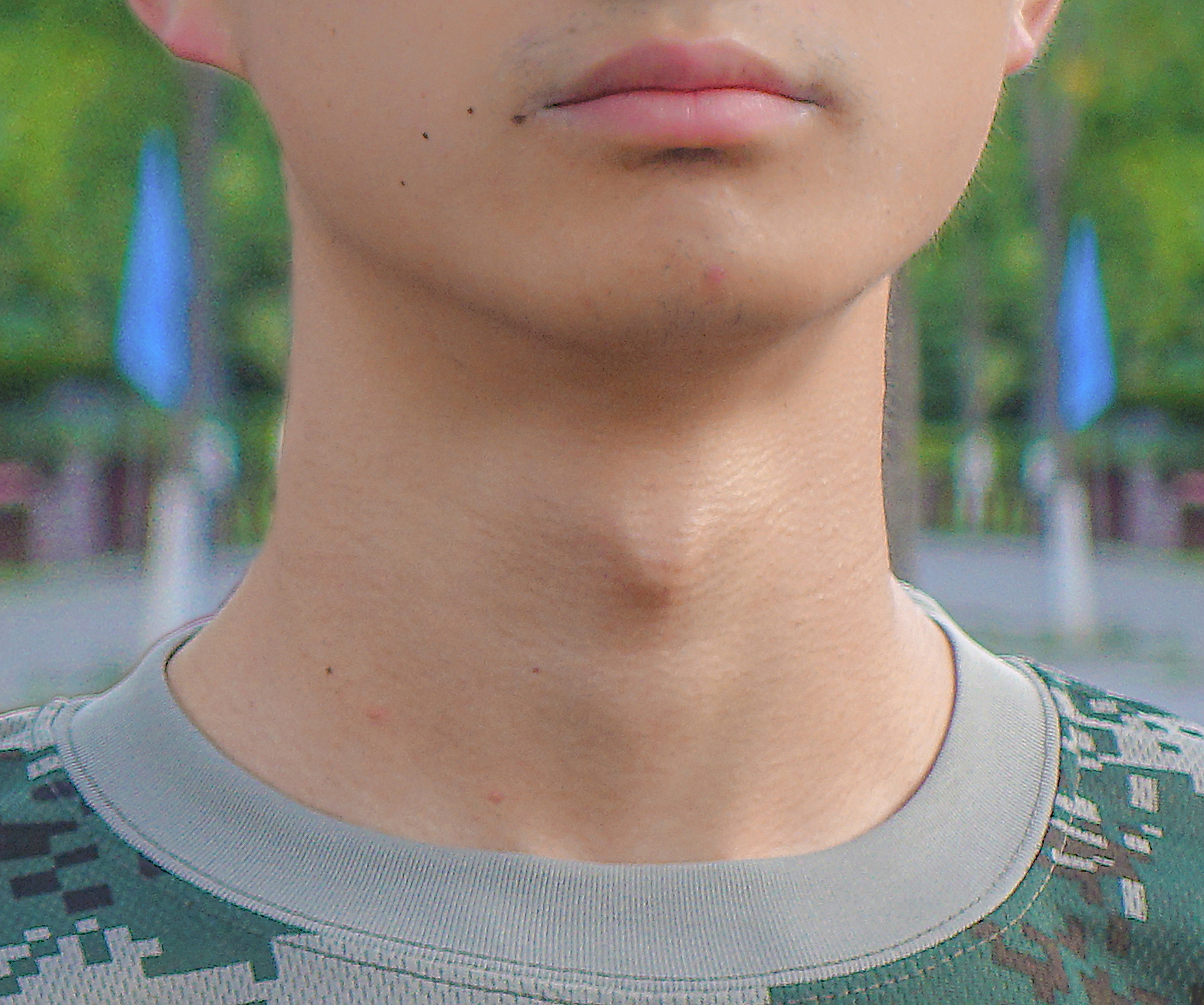
Кадик у чоловіка

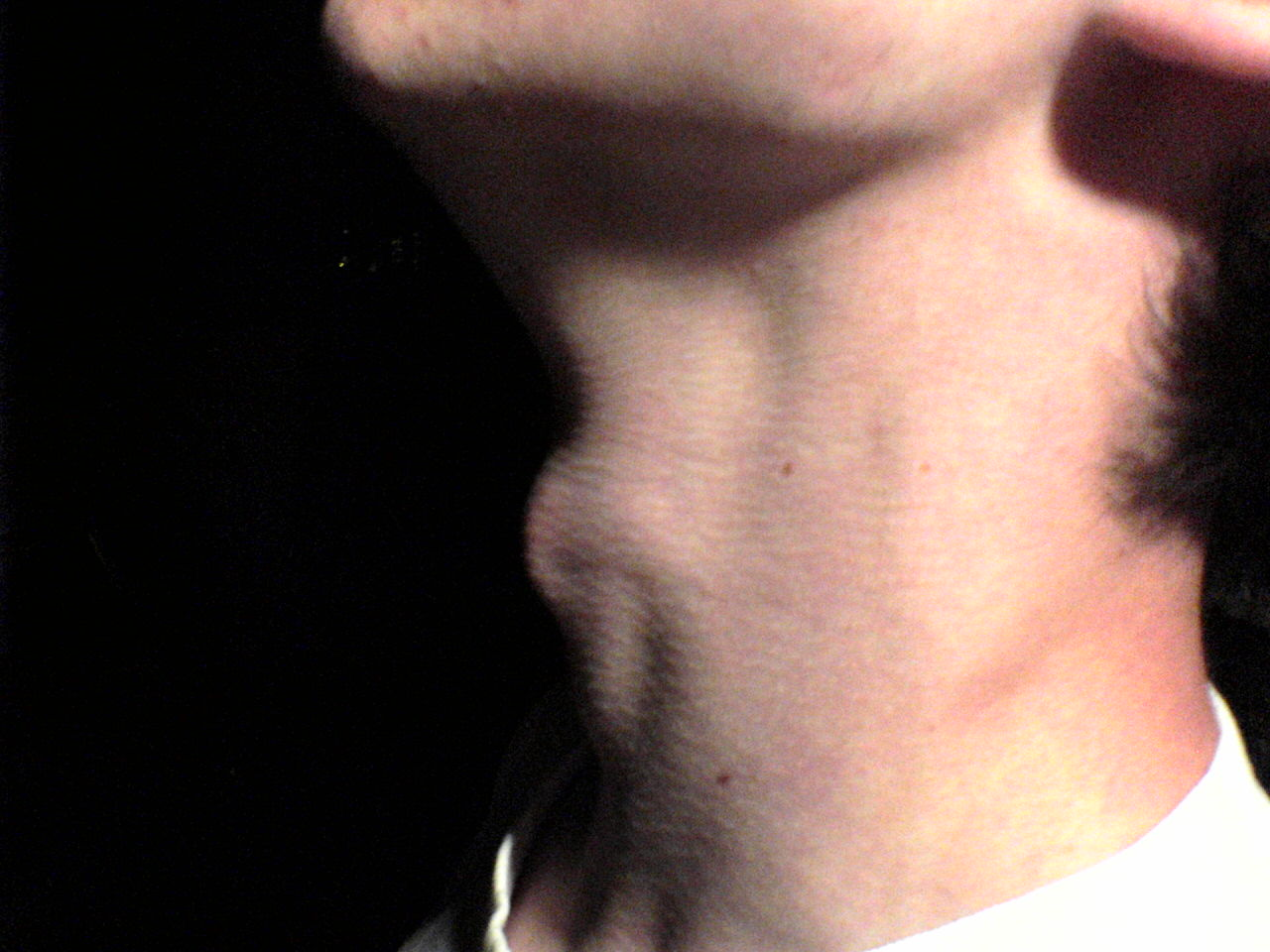
Кадик у чоловіка

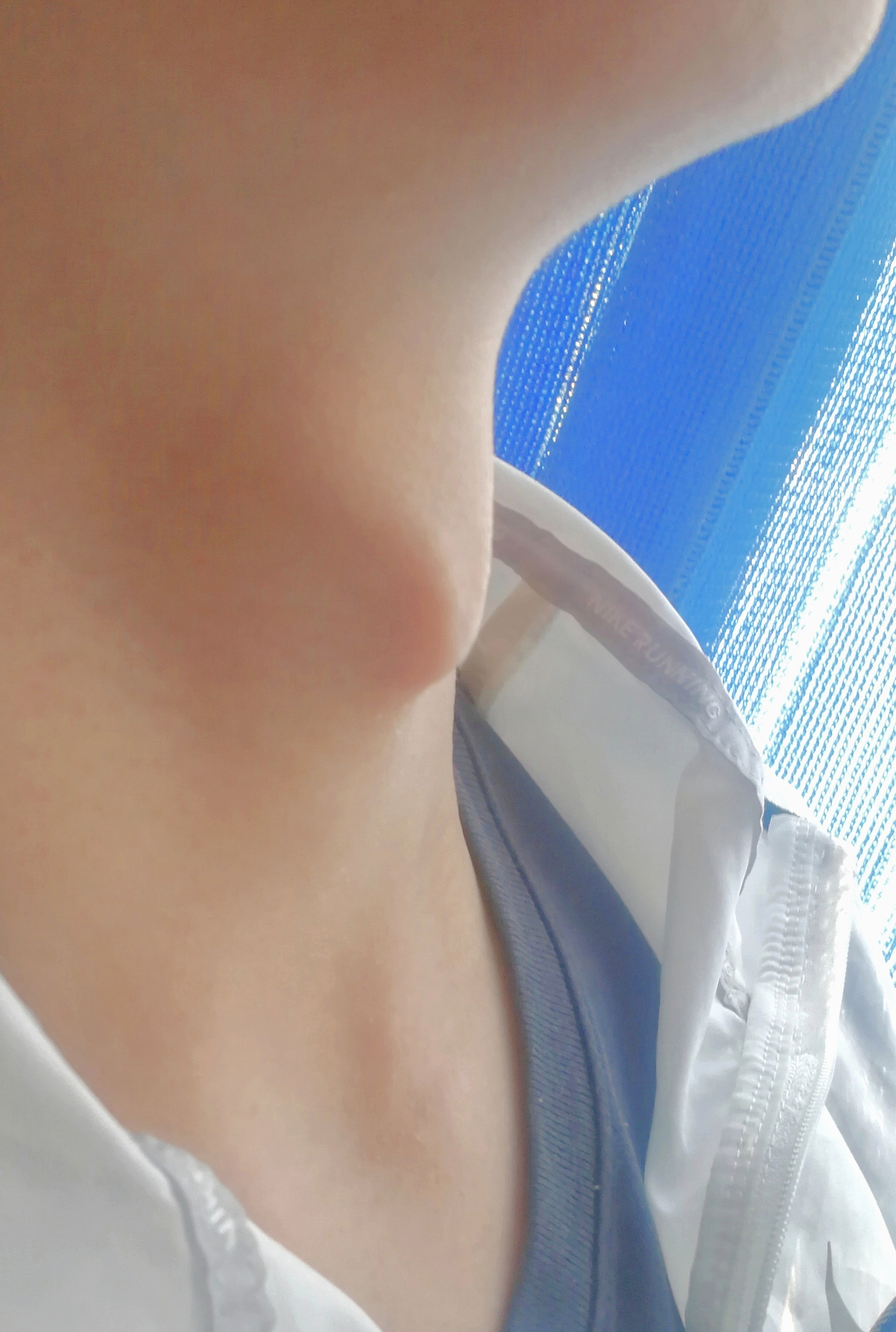
Кадик у чоловіка

Кади́к, або «адамове яблуко», також борла́к (лат. prominentia laryngea, виступ горта́ні) — передньо-верхня частина щитоподібного хряща, яка виступає на передній поверхні шиї, більшою мірою у чоловіків.
Назва «адамове яблуко» пов'язане з Біблійним переказом про те, як Адам скуштував заборонений плід з древа пізнання добра та зла. Йдеться про те, що плід застряг в Адама в горлі, тому іноді згадується як символ гріха.
Виступ гортані утворений двома пластинками щитоподібного хряща, кут між якими більший у жінок та дітей, менший у чоловіків, внаслідок чого у чоловіків виступ гортані більш виражений.